# Microsalomona
Microsalomona is een geslacht van rechtvleugeligen uit de familie sabelsprinkhanen (Tettigoniidae). De wetenschappelijke naam van dit geslacht is voor het eerst geldig gepubliceerd in 1912 door Karny.

## Soorten
Het geslacht Microsalomona omvat de volgende soorten:
- Microsalomona brachyptera Naskrecki & Rentz, 2010
- Microsalomona cornuta Karny, 1912
- Microsalomona sawetau Naskrecki & Rentz, 2010